# Diakonhjemmet
Det norske Diakonhjem (Diakonhjemmet) är en stiftelse som har till syfte att främja diakonal verksamhet inom norskt kyrko- och samhällsliv. 
Det norske Diakonhjem är en självständig diakonal institution inom Norska kyrkan. Sedan starten 1890 har man bedrivit såväl utbildning som sjukhusvård. Diakonhjemmet växte fram ur den lågkyrkliga väckelse som präglade Norge på 1800-talet. 

## Chef
- Idar Magne Holme[1]